# Hölder-Mittel
In der Mathematik ist das Hölder-Mittel, der Höldersche Mittelwert (nach Otto Hölder, 1859–1937) oder das Potenzmittel (engl. u. a. (p-th) power mean) ein (manchmal auch der) verallgemeinerter Mittelwert. Die Bezeichnung ist uneinheitlich, Bezeichnungen wie das {\displaystyle p}-te Mittel, Mittel der Ordnung oder vom Grad oder mit Exponent {\displaystyle p} sind auch im Umlauf. Im Englischen wird es auch als generalized mean bezeichnet.
Ebenso uneinheitlich sind die Schreibweisen, statt {\displaystyle H_{p}} wird auch {\displaystyle M_{p}(x)}, {\displaystyle m_{p}(x)} oder {\displaystyle \mu _{p}(x)} geschrieben.
Das Hölder-Mittel verallgemeinert die seit den Pythagoreern bekannten Mittelwerte wie das arithmetische, geometrische, quadratische und harmonische Mittel durch Einführung eines Parameters {\displaystyle p.}

## Definition
Für eine reelle Zahl {\displaystyle p\neq 0} wird das Hölder-Mittel der Zahlen {\displaystyle x_{1},\ldots ,x_{n}\geq 0} zur Stufe {\displaystyle p} definiert als
{\displaystyle M_{p}(x_{1},\dots ,x_{n})=\left({\frac {1}{n}}\cdot \sum _{i=1}^{n}x_{i}^{p}\right)^{1/p}={\sqrt[{p}]{\frac {x_{1}^{p}+x_{2}^{p}+\ldots +x_{n}^{p}}{n}}}},
wobei die Wurzelschreibweise üblicherweise nur für natürliche Zahlen {\displaystyle p} verwendet wird.
Eine dazu passende Definition für {\displaystyle p=0} ist
{\displaystyle M_{0}(x_{1},\ldots ,x_{n}):=\lim _{s\to 0}M_{s}(x_{1},\ldots ,x_{n}).}

## Eigenschaften
- Das Hölder-Mittel ist homogen bezüglich {\displaystyle x_{1}\ldots ,x_{n}}, das heißt

{\displaystyle M_{p}(\alpha \,x_{1},\ldots ,\alpha \,x_{n})=\alpha \cdot M_{p}(x_{1},\ldots ,x_{n})}
- Außerdem gilt

{\displaystyle M_{p}(x_{1},\dots ,x_{n\cdot k})=M_{p}(M_{p}(x_{1},\dots ,x_{k}),M_{p}(x_{k+1},\dots ,x_{2\cdot k}),\dots ,M_{p}(x_{(n-1)\cdot k+1},\dots ,x_{n\cdot k}))}
- Eine wichtige Ungleichung zu den Hölder-Mitteln ist

{\displaystyle p<q\quad \Rightarrow \quad M_{p}(x_{1},\ldots ,x_{n})\leq M_{q}(x_{1},\ldots ,x_{n})}
Daraus folgt etwa (Spezialfälle) die Ungleichung der Mittelwerte
{\displaystyle \min(x_{1},\ldots ,x_{n})\leq {\bar {x}}_{\mathrm {harm} }\leq {\bar {x}}_{\mathrm {geom} }\leq {\bar {x}}_{\mathrm {arithm} }\leq {\bar {x}}_{\mathrm {quadr} }\leq {\bar {x}}_{\mathrm {kubisch} }\leq \max(x_{1},\ldots ,x_{n})}
- Die Potenzmittelwerte stehen mit den Stichprobenmomenten {\displaystyle m_{p}} um Null recht einfach in Beziehung:

{\displaystyle {\bar {x}}(p)={\sqrt[{p}]{m_{p}}}}
- In der Stochastik wird die Konvergenz im p-ten Mittel über diese Potenzmittelwerte definiert.

### Spezialfälle

Vier Mittelwerte zweier Werte a, b:
H = Harmonisches Mittel, G = Geometrisches Mittel,
A = Arithmetisches Mittel, Q = Quadratisches Mittel

Mittels Wahl eines geeigneten Parameters {\displaystyle p} ergeben sich die bekannten Mittelwerte:
|                      | {\displaystyle \lim _{p\to -\infty }} | {\displaystyle M_{p}(x_{1},\dots ,x_{n})}  | {\displaystyle =\min\{x_{1},\dots ,x_{n}\}}                                | Minimum               |
| {\displaystyle p=-1} |                                       | {\displaystyle M_{-1}(x_{1},\dots ,x_{n})} | {\displaystyle ={\frac {n}{{\frac {1}{x_{1}}}+\dots +{\frac {1}{x_{n}}}}}} | Harmonisches Mittel   |
|                      | {\displaystyle \lim _{p\to 0}}        | {\displaystyle M_{p}(x_{1},\dots ,x_{n})}  | {\displaystyle ={\sqrt[{n}]{x_{1}\cdot \dots \cdot x_{n}}}}                | Geometrisches Mittel  |
| {\displaystyle p=1}  |                                       | {\displaystyle M_{1}(x_{1},\dots ,x_{n})}  | {\displaystyle ={\frac {x_{1}+\dots +x_{n}}{n}}}                           | Arithmetisches Mittel |
| {\displaystyle p=2}  |                                       | {\displaystyle M_{2}(x_{1},\dots ,x_{n})}  | {\displaystyle ={\sqrt {\frac {x_{1}^{2}+\dots +x_{n}^{2}}{n}}}}           | Quadratisches Mittel  |
| {\displaystyle p=3}  |                                       | {\displaystyle M_{3}(x_{1},\dots ,x_{n})}  | {\displaystyle ={\sqrt[{3}]{\frac {x_{1}^{3}+\dots +x_{n}^{3}}{n}}}}       | Kubisches Mittel      |
|                      | {\displaystyle \lim _{p\to \infty }}  | {\displaystyle M_{p}(x_{1},\dots ,x_{n})}  | {\displaystyle =\max\{x_{1},\dots ,x_{n}\}}                                | Maximum               |

## Weitere Verallgemeinerungen

### Gewichtetes Hölder-Mittel
Auch zu dem Hölder-Mittel lässt sich ein gewichtetes Mittel definieren: Das gewichtete Hölder-Mittel lässt sich mit den Gewichten {\displaystyle \omega _{1},\omega _{2},\ldots ,\omega _{n}} mit {\displaystyle \omega _{1}+\omega _{2}+\ldots +\omega _{n}=1} definieren als
{\displaystyle {M_{\omega }}^{p}=\left(\omega _{1}\cdot x_{1}^{p}+\omega _{2}\cdot x_{2}^{p}+\ldots +\omega _{n}\cdot x_{n}^{p}\right)^{1/p},}
wobei für das ungewichtete Hölder-Mittel {\displaystyle \omega _{1}=\omega _{2}=\ldots =\omega _{n}={\tfrac {1}{n}}} verwendet wird.

### f-Mittel
Vergleiche Quasi-arithmetisches Mittel
Das Hölder-Mittel lässt sich weiter verallgemeinern zu
{\displaystyle M_{f}(x_{1},\dots ,x_{n})=f^{-1}\left({{\frac {1}{n}}\cdot \sum _{i=1}^{n}{f(x_{i})}}\right)}
bzw. gewichtet zu
{\displaystyle M_{f}(x_{1},\dots ,x_{n})=f^{-1}\left({\sum _{i=1}^{n}{\omega _{i}f(x_{i})}}\right)}
Dabei ist {\displaystyle f} eine Funktion von {\displaystyle x}; das Hölder-Mittel verwendet {\displaystyle \,f(x)=x^{p}}.
Weitere Beispiele:
- Sind {\displaystyle x_{1},\ldots ,x_{n}\geq 0} die Renditen einer Kapitalanlage in den Jahren {\displaystyle 1} bis {\displaystyle n}, so erhält man die mittlere Rendite als {\displaystyle f}-Mittel der einzelnen Renditen zur Funktion {\displaystyle \,f(x)=\ln(1+x)}.
- Sind {\displaystyle x_{1},\ldots ,x_{n}} die Alter von {\displaystyle n} Personen, so erhält man das versicherungstechnische Durchschnittsalter als {\displaystyle f}-Mittel der einzelnen Alter zur Funktion {\displaystyle \,f(x)=\mu _{x}}; dabei bedeutet {\displaystyle \,\mu _{x}} die Sterbeintensität. In der Praxis ist das summengewichtete versicherungstechnische Durchschnittsalter relevant, hier werden die Alter der versicherten Personen mit den jeweiligen Versicherungssummen gewichtet; die Sterbeintensität wird oft durch die einjährige Sterbewahrscheinlichkeit {\displaystyle \,q_{x}} ersetzt.